# 安正秀
安 正秀、（アン・ジョンス、朝鮮語: 안정수、1948年1月1日 - ）は、朝鮮民主主義人民共和国の政治家。朝鮮労働党中央委員会政治局委員、党中央委員会副委員長、党中央委員会軽工業部部長、軽工業相などを歴任。

## 経歴
1948年生まれ、出生地など詳しいことはわかっていない。2010年に、最高人民会議第12期代議員に補選され、軽工業相に任命された。2012年には国家体育指導委員会委員に、2014年には朝鮮労働党中央委員会軽工業部部長に選出された。2016年5月9日に開かれた朝鮮労働党中央委員会第7期第1回総会で党中央委員会部長に選出された。2017年10月8日に開かれた朝鮮労働党中央委員会第7期第2回総会で党中央委員会政治局委員、党中央委員会副委員長に補選された。
聯合ニュースによると、2019年12月に党中央委員会副委員長職を解任されたとされる。
2021年1月5日から開催された朝鮮労働党第8次大会ではすべての役職から脱落した。

## 参考サイト
- 북한정보포털

| 先代李周午 | 軽工業相2010年 - 2015年 | 次代崔日龍 |

| 先代白桂龍 | 朝鮮労働党中央委員会軽工業部部長2014年 - 不明 | 次代不明 |